# Наман Кейта
Наман Бензама-Кейта (фр. Naman Benzama-Keïta; нар. 9 квітня 1978) — французький легкоатлет малійського походження, який спеціалізувався в бігу на короткі дистанції та бар'єрному бігу.

## Спортивні досягнення
Бронзовий олімпійський призер з бігу на 400 метрів з бар'єрами (2004).
Чемпіон світу з естафетного бігу 4×400 метрів (2003). Фіналіст з бігу на 400 метрів з бар'єрами (5-е місце) та з естафетного бігу 4×400 метрів (6-е місце) на чемпіонаті світу (2005).
Посів 4-е місце з естафетного бігу 4×400 метрів та 5-е місце з бігу на 400 метрів з бар'єрами на Кубку світу (2006).
Чемпіон Європи з естафетного бігу 4×400 метрів (2006). Бронзовий призер чемпіонату Європи з естафетного бігу 4×400 метрів (2002). Фіналіст з бігу на 400 метрів з бар'єрами (4-е місце у 2006) та з естафетного бігу 4×400 метрів (6-е місце у 2012, виступав у попередньому забігу) на чемпіонатах Європи.
Переможець з бігу на 400 метрів з бар'єрами (2005, 2006) та з естафетного бігу 4×400 метрів (2006) на Кубках Європи. Срібний призер з бігу на 400 метрів з бар'єрами на Кубку Європи (2004). Бронзовий призер з бігу на 400 метрів з бар'єрами (2007) та з естафетного бігу 4×400 метрів (2002, 2005) на Кубках Європи.
Багаторазовий чемпіон Франції з бігу на 400 метрів з бар'єрами.

## Допінг
У жовтні 2007 був дискваліфікований на 2 роки за порушення антидопінгових правил внаслідок виявлення у організмі спортсмена забороненого препарата.